# Eriosema
Eriosema es un género de plantas con flores con 256 especies perteneciente a la familia Fabaceae. Es género fue descrito por (Augustin Pyrame de Candolle) Nicaise Augustin Desvaux y publicado en Annales des Sciences Naturelles (Paris) 9: 421, en el año 1826. La especie tipo es: Eriosema rufum (Kunth) G.Don.

## Especies seleccionadas
- Eriosema acuminatum
- Eriosema adamaouense
- Eriosema adamii
- Eriosema adulterinum
- Eriosema adumbratum
- Eriosema affinis
- Eriosema rufum
- Eriosema pliocenica